# Francisco Oller
Cet article possède un paronyme, voir Francisco Oller Ferrer.

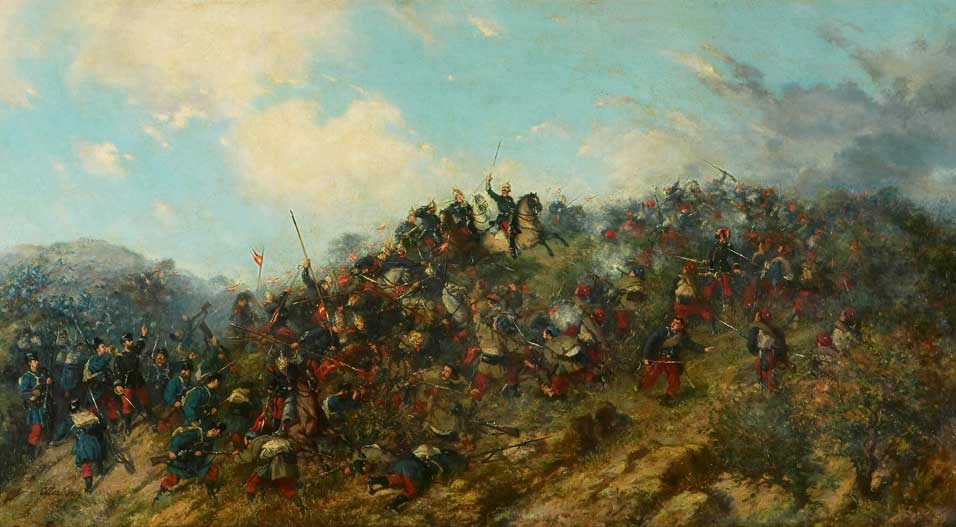
Bataille de Treviño

Francisco Manuel Oller y Cestero (né à Bayamon le 17 juin 1833 et mort à San Juan (Porto Rico) le 17 mai 1917) est un peintre portoricain. Ami du peintre français Armand Guillaumin, il est considéré comme le seul peintre d'Amérique latine ayant joué un rôle dans le développement de l'impressionnisme.
Lors de son deuxième séjour à Paris vers 1874, il est en étroite relation avec les artistes impressionnistes, grâce à l'entremise du Dr. Gachet. Ces liens affleurent dans son œuvre avant son retour dans son pays natal où il exercera sa profession de médecin.

## Œuvre

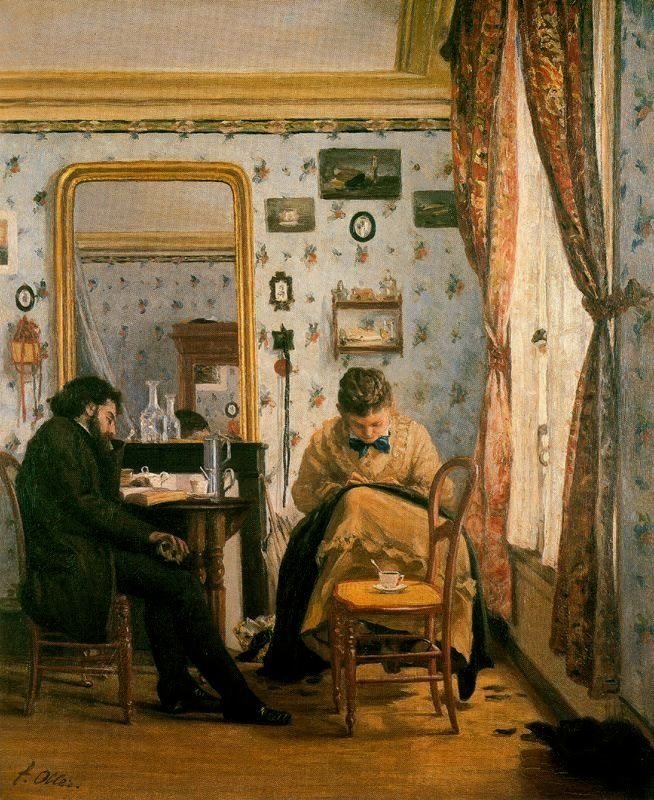
L'Étudiant, 1874
musée d'Orsay

- L'Étudiant, vers 1874, huile sur toile, 65 × 54 cm, Musée d'Orsay, Paris[3]